# Darek Foks
Darek Foks, właśc. Dariusz Foks (ur. 27 lipca 1966 w Skierniewicach) – polski pisarz, filmowiec i artysta sztuk wizualnych.

## Życiorys
Studiował na Wydziale Wiedzy o Teatrze Akademii Teatralnej w Warszawie, ukończył scenariopisarstwo oraz organizację produkcji filmowej i telewizyjnej w PWSFTviT w Łodzi. Pracował m.in. w redakcji „Literatury na Świecie” (sekretarz redakcji; 1996–1998), redakcji „Aktivista” (redaktor prowadzący, zastępca redaktora naczelnego; 2002–2004), redakcji „Twórczości” (redaktor działu prozy; 2004–2017), Narodowym Centrum Kultury Filmowej w Łodzi (2017–2018), Wydawnictwie Ossolineum we Wrocławiu (2023–2024), doktoryzuje się i wykłada w Szkole Filmowej w Łodzi. Był stałym współpracownikiem literackim magazynów „Playboy” i „Machina”. Laureat m.in. głównej nagrody Konkursu na Brulion Poetycki (1993), Nagrody im. Natalii Gall (1999), Nagrody TVP Kultura (2006) za książkę Co robi łączniczka (wspólnie ze Zbigniewem Liberą), nominowaną również do Nagrody Literackiej Gdynia w kategorii proza (2006). 
Prace z cyklu Co robi łączniczka były wystawiane w najważniejszych polskich galeriach, m.in. Galerii Kronika / Muzeum Górnośląskim, Galerii Bielskiej BWA, CSW Łaźnia, CSW Zamek Ujazdowski, Zachęcie Narodowej Galerii Sztuki. Za całokształt twórczości uhonorowany Wrocławską Nagrodą Poetycką „Silesius” (2014). Stypendysta „Nowego Nurtu” (1994) i parokrotny stypendysta ministra kultury, nominowany do Paszportu „Polityki” (2000, 2004). Nominowany do Wrocławskiej Nagrody Poetyckiej „Silesius” w 2011 za tom Sigmund Freud Museum, w 2013 za tom Liceum i w 2017 za tom Wołyń Bourne’a. 
W 2013 nominowany do Nagrody Literackiej Gdynia w kategorii proza za książkę Kebab Meister. Nominowany do Nagrody Literackiej Nike 2014 i do Nagrody Literackiej Gdynia 2014 za tom Rozmowy z głuchym psem. W 2015 został odznaczony brązowym medalem „Zasłużony Kulturze Gloria Artis” oraz tytułem Honorowego Ambasadora Miasta Skierniewice. W 2016 nominowany do Górnośląskiej Nagrody Literackiej „Juliusz” za Historię kina polskiego i nagrodzony wyróżnieniem „Parowozy Kultury”. 
W 2019 nominowany do Nagrody Polskiego Instytutu Sztuki Filmowej za Zawrót głowy. Antologię polskich wierszy filmowych. W 2023 nominowany do Nagrody Literackiej m.st. Warszawy za poemat Pocałunek na placu Wolnica. W 2024 nominowany do Wrocławskiej Nagrody Poetyckiej „Silesius” za tom Patriotka.
W listopadzie 2024 roku został redaktorem naczelnym miesięcznika "Twórczość"

## Książki
- Poezja:
  - Film i inne wiersze (arkusz) (1989)
  - Wiersze (arkusz) (1989)
  - Wiersze o fryzjerach (1994)
  - Misterny tren (1997)
  - Ezra Pub (1998)
  - Sonet drogi (2000)
  - Sigmund Freud Museum (2010)
  - Liceum (2012)
  - Rozmowy z głuchym psem (2013)
  - Tablet taty (2015)
  - Historia poezji polskiej dla drwali (2015)
  - Wołyń Bourne’a (2016)
  - Kronsztad (2017)
  - Pieśni o wszystkim (2018)
  - Café Spitfire (2019)
  - Ludzie kultury (2019)
  - Eurydyka (2021)
  - Pocałunek na placu Wolnica (2022)
  - Patriotka (2023)
  - Hegel i ty (2024)
  - Z tobą to nawet na festyn pójdę (2025)
- Poezja i proza:
  - Ustalenia z Maastricht (2006)
  - Sto najlepszych polskich reklam i jedna niemiecka (2009)

- Proza:
  - Orcio (1998)
  - Pizza weselna (2000)
  - Mer Betlejem (2003)
  - Co robi łączniczka – wspólnie ze Zbigniewem Liberą (2005, 2022)
  - Wielkanoc z tygrysem (2008)
  - Kebab Meister (2012)
  - Susza (2014)
  - Historia kina polskiego (2015)
  - Wenus z Dessau (2024)

- Wybory utworów:
  - Przecena map (2005)
  - Debordaż – wybór i posłowie Joasia Orska (2014)
- Autorskie antologie:
  - Niewinni kaznodzieje. Filmowy zestaw wierszy poetów polskich urodzonych w latach 1958–1985 (2001)
  - Zawrót głowy. Antologia polskich wierszy filmowych (2018)